# Ivan Drewicz
Ivan Grigorievich Drewicz (en russe : Иван Григорьевич Древич), né en 1739 et mort en 1800, est un général de l'armée impériale russe, qui mènera une campagne contre les partisans de la Confédération de Bar. 

## Biographie
Pendant la guerre de Sept Ans (1756-1763), il combat aux côtés de l'armée prussienne, au siège de la ville Szczecin occupée par les Russes. Incorporé dans un régiment de hussards dans l'armée impériale russe, il est promu colonel et, en février 1769,  sous les ordres du général Piotr Kretchetnikov, il entre en territoire polonais gouverné par la Confédération de Bar. 
Malgré les accusations d'une série d'actes de pillage en territoire polonais et de détournements de fonds des troupes, il sera promu général de brigade en 1774. Nommé général-major, la Confédération de Bar dénoncera sa cruauté, la mutilation et l'assassinat de prisonniers polonais, allant jusqu'à la commercialisation de prisonniers, pour le recrutement de l'armée prussienne.  
Il est l'anti-héros d'une chanson de l'époque de la Confédération de Bar « Piosenka o Drewiczu » (« chanson pour Drewicz » inc. pl : « Jedzie Drewicz, jedzie... ») et « Historia o Gogolewskim » (« L'histoire de Gogolewski ») de Jacek Kowalski tragédie parlant de Józef Gogolewski.